# 海洋之夢號

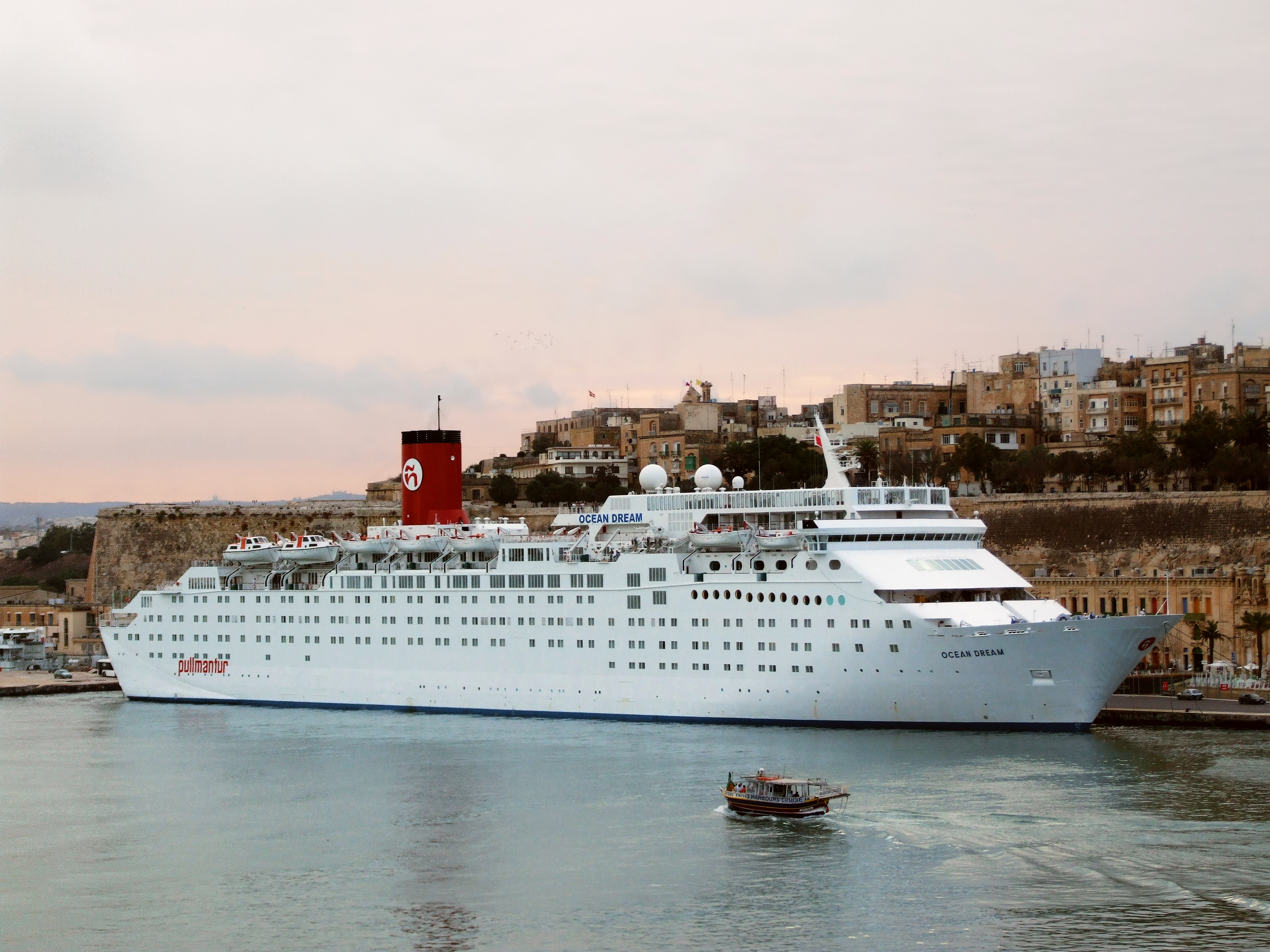
2008年

海洋之夢號（MV Ocean Dream）, 是一艘郵輪，由西班牙註冊，曾到訪加勒比海 委內瑞拉。
船上可容1200名乘客以上，海洋之夢號郵輪由皇家加勒比國際郵輪公司擁有。之前，曾到訪格林納達和巴巴多斯等國家。

## 外部參考
- http://hk.news.yahoo.com/article/090618/4/cr3q.html （页面存档备份，存于）